# John Bull Fisker
John Bull Fisker (født 3. december 1964 i Thise) er en dansk civiløkonom og bankmand, der siden 2012 har været administrerende direktør i Ringkjøbing Landbobank.
Fisker startede sin erhvervskarriere i Salling Bank i 1984, hvor han blev uddannet bankmand og blev civiløkonom fra Aarhus Universitet i 1991. Fra 1992 var han chef for direktionssekretariatet i Nordvestbank i Lemvig. I 1995 blev han underdirektør i Ringkjøbing Landbobank, hvor han i 1998 blev udnævnt til vicedirektør og i 1999 til medlem af direktionen. Siden maj 2012 har han været bankens administrerende direktør.
Han er formand for bestyrelserne i hhv. Bankdata, BI Holding A/S (Bankinvest) og Letpension. Desuden er han medlem af bestyrelsen for hhv. Totalkredit og PRAS A/S.
John Bull Fisker er gift med Jane Fisker og de har sammen to sønner.